# Ismael Cortinas (političar)
Ismael Cortinas Peláez (San José de Mayo, 17. lipnja 1884. – Montevideo, 1940.), urugvajski političar, književnik, novinar i dramski pisac.

## Životopis
Rođen je u San Joséu de Mayo 17. lipnja 1884. godine, u obitelji Miguela Cortinasa i Laure Venture Peláez Maciel. Kasnije odlazi na Republičko sveučilište, ali nikada nije diplomirao. Po profesiji je bio novinar, a također je pisao i drame od kojih je najpoznatija "La rosa natural".
Cortinas obnašao dužnost zastupnika u Zastupničkom domu Republike od 1915. do 1925. godine, kao član Narodne stranke. Kasnije je služio kao senator Republike od 1925. do 1929. godine. Bio je član Nacionalnog vijeća Vlade od 1929. do 1933. Poznat je i po nesuglasicama s urugvajskim predsjednikom Gabrielom Terrom, posebno od 1933. godine pa nadalje. 
Umro je u Montevideu 1940. godine. Po njemu je 18. listopada 1950. godine nazvan grad Ismael Cortinas, u departmanu Flores.